# حكومة بومدين الرابعة
حكومة بومدين الرابعة هي حكومة مؤقتة أعلن عنها مجلس الثورة، واستمرت من 23 أبريل 1977 إلى 8 مارس 1979.

## أعضاء الحكومة
تكونت من :
- رئيس الحكومة، رئيس مجلس الوزراء، وزير الدفاع الوطني : هواري بومدين
- وزير الخارجية : عبد العزيز بوتفليقة
- وزير الداخلية : محمد بن أحمد عبد الغني
- وزير الزراعة والثورة الزراعية : محمد طيبي العربي
- وزير الري واستصلاح الأراضي وحماية البيئة : أحمد بن الشريف
- وزير النقل : أحمد دراية
- وزير مستشار رئيس الجمهورية: أحمد طالب الإبراهيمي
- وزير الأشغال العامة : بوعلام بن حمودة
- وزير الصناعات الخفيفة : بلعيد عبد السلام
- وزير المالية : محمد الصديق بن يحيى
- وزير المجاهدين : محمد السعيد معزوزي
- وزير لدى رئيس الجمهورية مكلف بالشؤون الدينية : مولود قاسم
- وزير الصحة العامة : سعيد آيت مسعودان
- وزير التربية والتعليم : مصطفى لشرف
- وزير العدل : عبد المالك بن حبيلس
- وزير التعليم العالي والبحث العلمي : عبد اللطيف رحال
- وزير البريد والاتصالات السلكية واللاسلكية : محمد زرقيني
- وزير العمل والتكوين المهني : محمد أمير
- وزير الإسكان والتعمير : عبد المجيد أوشيش
- وزير التجارة : محمد الحاج يعلى
- وزير الإعلام والثقافة : رضا مالك
- وزير السياحة : عبد الغاني عقبي
- وزير الشباب والرياضة : جمال حوحو
- وزير الصناعة الثقيلة: محمد الياسين
- وزير الطاقة والصناعات البتروكيماوية : سيد أحمد غزالي
- أمين الدولة للتخطيط : كمال عبد الله خوجة

- الأمين العام للرئاسة : عبد المجيد علاهم[3]
- الأمين العام للحكومة : إسماعيل حمداني[4]